# Hermann Weingärtner
Hermann Weingärtner (24 de agosto de 1864 - 22 de octubre de 1919) fue un gimnasta alemán que compitió en los Juegos Olímpicos de Atenas de 1896.
Weingärtner consiguió varias medallas individuales en estos Juegos Olímpicos, logró la medalla de oro en la modalidad de barra fija, dos medallas de plata en potro con aros y anillos y una medalla de bronce en salto de potro. También participó en barras paralelas pero no logró ninguna medalla.
Además de los triunfos personales en los Juegos Olímpicos de 1896, fue miembro de la selección alemana de gimnasia con la que logró la medalla de oro por equipos en barras paralelas y barra fija.
Las seis medallas conseguidas le convirtieron en uno de los competidores con más éxito de los primeros Juegos Olímpicos de la era moderna.

## Palmarés
- Medalla de oro en los Juegos Olímpicos de Atenas (1896) en barra fija
- Medalla de oro por equipos en los Juegos Olímpicos de Atenas (1896) en barras paralelas
- Medalla de oro por equipos en los Juegos Olímpicos de Atenas (1896) en barra fija
- Medalla de plata en los Juegos Olímpicos de Atenas (1896) en potro con aros
- Medalla de plata en los Juegos Olímpicos de Atenas (1896) en anillos
- Medalla de bronce en los Juegos Olímpicos de Atenas (1896) en salto de potro

- Datos: Q57516
- Multimedia: Hermann Weingärtner / Q57516